# Vettre
Konglungen este o localitate din comuna Asker, provincia Akershus, Norvegia, cu o suprafață de 0,2 km² și o populație de 226 locuitori (2013).